# Isola Rossa e Capo Teulada
Isola Rossa e Capo Teulada este o arie protejată (arie specială de conservare — SAC, sit de importanță comunitară — SCI) din Italia întinsă pe o suprafață de 3.715 ha, din care 34 % marine.

## Localizare
Centrul sitului Isola Rossa e Capo Teulada este situat la coordonatele 38°54′21″N 8°39′04″E / 38.905833°N 8.651111°E.

## Înființare
Situl Isola Rossa e Capo Teulada a fost declarat sit de importanță comunitară în septembrie 1995 pentru a proteja 2 specii de plante și 17 specii de animale. Situl a fost protejat și ca arie specială de conservare în ianuarie 2022.

## Biodiversitate
Situată în ecoregiunea mediteraneană, aria protejată conține 27 de habitate naturale: Peșteri marine scufundate complet sau parțial, Dune cu vegetație ierboasă Brachypodietalia cu specii anuale, Recifuri, Straturi cu Posidonia (Posidonion oceanicae), Ape oligotrofe în general din solurile nisipoase vest-mediteraneene, cu un conținut foarte redus de minerale, cu Isoetes spp., Tufărișuri termo-mediteraneene și de pre-deșert, Pășuni mediteraneene udate de apa mării (Juncetalia maritimi), Pseudostepă cu ierburi și specii anuale de Thero-Brachypodietea, Galerii și tufărișuri riverane sudice (Nerio-Tamaricetea și Securinegion tinctoriae), Golfuri mici largi și golfuri puțin adânci, Dune de coastă cu Juniperus spp., Salicornia și alte specii anuale care populează regiunile mlăștinoase și nisipoase, Bancuri de nisip acoperite în permanență slab de apă marină, Dune de pe litoral fixate cu Crucianellion maritimae, Păduri de Olea și Ceratonia, Matorral arborescenți cu Juniperus spp., Dune mobile cu vegetație embrionară, Iazuri temporare mediteraneene, Păduri de Quercus ilex și Quercus rotundifolia, Dune mobile de-a lungul țărmului cu Ammophila arenaria („dune albe”), Pante stâncoase calcaroase cu vegetație casmofită, Dune cu tufărișuri sclerofile Cisto-Lavenduletalia, Vegetație anuală la limita mareei, Faleze cu vegetație de Limonium spp. endemic de pe coastele mediteraneene, Tufărișuri halofile mediteraneene și termo-atlantice (Sarcocornetea fruticosi), Formațiuni scunde de Euphorbia în apropierea falezelor, Phrygana din Mediterana de Vest de pe vârfurile falezelor (Astragalo-Plantaginetum subulatae).
La baza desemnării sitului se află mai multe specii protejate:
- plante (2): Brassica insularis, Marsilea strigosa
- păsări (13): Alectoris barbara, fâsă-de-câmp (Anthus campestris), pasărea ogorului (Burhinus oedicnemus), ciocârlie-cu-degete-scurte (Calandrella brachydactyla), Calonectris diomedea, erete de stuf (Circus aeruginosus), egretă mică (Egretta garzetta), Falco eleonorae, șoim călător (Falco peregrinus), Larus audouinii, vultur pescar (Pandion haliaetus), Phalacrocorax aristotelis desmarestii, Sylvia sarda
- nevertebrate (1): Papilio hospiton
- reptile (3): Caretta caretta, țestoasa de baltă (Emys orbicularis), Euleptes europaea

Pe lângă speciile protejate, pe teritoriul sitului au mai fost identificate 33 de specii de plante, 22 de specii de păsări, 1 specie de nevertebrate, 5 specii de reptile.